# SPATiF Sopot
SPATiF Sopot – elitarny klub, miejsce spotkań sopockiej bohemy przy ul. Bohaterów Monte Cassino 54 w Sopocie.
Powstał w latach 50. XX w. jako siedziba Stowarzyszenia Polskich Artystów Teatru i Filmu i Związku Polskich Artystów Plastyków ZPAP. Bywali tutaj m.in.:
- Jerzy Afanasjew,
- Hanka Bielicka,[1]
- Kazimierz Brusikiewicz,
- Zbigniew Cybulski,
- Zofia Czerwińska,
- Faye Dunaway,[2][3][4]
- Jacek Fedorowicz,
- Leszek Herdegen,
- Kalina Jędrusik,
- Bogumił Kobiela,
- Andrzej Kostenko,
- Krystyna Łubieńska,
- Zdzisław Maklakiewicz,
- Janusz Morgenstern,
- Leon Niemczyk,
- Agnieszka Osiecka,
- Roman Polański,
- Ryszard Ronczewski,
- Ludwik Sempoliński,
- Jerzy Skolimowski,
- Jadwiga Staniszkis,[5]
- Konrad Swinarski,[6]
- Andrzej Wajda,
- Tadeusz Wojtych,
- Mira Zimińska-Sygietyńska.

W 1998 SPATiF został zamknięty z powodu generalnej modernizacji. Ponownie otworzono go 29 grudnia 2001.